# Bahnhof Glanerbrug
Der Bahnhof Glanerbrug ist ein ehemaliger Bahnhof und heutiger Haltepunkt im Netz der Nederlandse Spoorwegen im Ortsteil Glanerbrug der Gemeinde Enschede in den Niederlanden.

## Geschichte
Der Bahnhof Glanerbrug wurde am 1. Januar 1868 im Zuge der Eröffnung des letzten Teilstücks der Strecke von Zutphen bis zur Grenze am Glanerbeek eröffnet. Seit dem 30. September 1875 besteht über die Grenze hinaus Anschluss an die Bahnstrecken nach Münster und Dortmund.
Im Jahr 1949 wurde die Bahnstrecke Glanerbrug–Losser eröffnet, welche vor dem Bahnsteig von der Hauptstrecke abzweigte und den Bahnhof zu einem Keilbahnhof werden ließ. Die Strecke wurde am 28. Mai 1972 geschlossen.
Der Bahnhof an der Strecke nach Gronau wurde am 6. November 1950 und der Haltepunkt an der Straßenbahnstrecke im Jahr 1951 aufgelassen.

## Lage und Anbindung
Der heutige Haltepunkt wurde im Jahre 2001 gemeinsam mit dem Haltepunkt De Eschmarke im Zuge der Reaktivierung des Streckenabschnitts der Bahnstrecke zwischen dem Bahnhof Enschede und dem Bahnhof Gronau (Westfalen) in Deutschland eröffnet. Er ist neben dem Bahnhof Enschede und den Haltepunkten De Eschmarke und Haltepunkt Enschede Kennispark eine von vier Bahnstationen in der Gemeinde Enschede.
Der Haltepunkt ist teilweise barrierefrei, die Bahnsteighöhe ist auf ebenerdigen Einstieg angepasst und die Bahnsteige sind barrierefrei erreichbar. Es existiert ein Blindenleitsystem.
Der Haltepunkt liegt an der Bahnstrecke Zutphen–Glanerbeek zwischen dem Bahnhof Enschede und dem Bahnhof Gronau (Westf). Er ist Eigentum der Nederlandse Spoorwegen, jedoch wird er ausschließlich durch Züge der Deutschen Bahn bedient.
Der Haltepunkt wird durch die Regionalbahnlinien RB51 und RB 64 bedient.
| Linie | Linienverlauf | Takt                                              | Betreiber |
| ----- | --- | ------------------------------------------------- | --------- |
| RB 51 | Westmünsterland-Bahn: Dortmund Hbf – Dortmund-Kirchderne – Dortmund-Derne – Lünen-Preußen – Lünen Hbf – Bork (Westf) – Selm-Beifang – Selm – Lüdinghausen – Dülmen – Lette (Kr Coesfeld) – Coesfeld (Westf) – Rosendahl-Holtwick – Legden – Ahaus – Epe (Westf) – Gronau (Westf) – Glanerbrug – Enschede De Eschmarke – Enschede Stand: Fahrplanwechsel Dezember 2023 | 60 min 20/40 min (Dortmund–Lünen, nicht sonntags) | DB Regio  |
| RB 64 | Euregio-Bahn: Enschede – Enschede De Eschmarke – Glanerbrug – Gronau (Westf) – Ochtrup – Metelen Land – Steinfurt-Burgsteinfurt – Steinfurt-Grottenkamp – Steinfurt-Borghorst – Nordwalde – Altenberge – Münster-Häger – Münster Zentrum Nord – Münster (Westf) Hbf Stand: Fahrplanwechsel Dezember 2021                                                              | 60 min                                            | DB Regio  |